# 週刊山崎くん
『週刊山崎くん』（しゅうかんやまさきくん）は、1994年4月12日から熊本放送（RKKテレビ）で放送されているローカル情報番組である。通称「山崎くん」。

## 概要
地元商店街の散策や温泉ぶらり旅・グルメ情報といった企画で熊本県の魅力を伝えている地域密着の情報番組。番組タイトルにある「山崎」とは、RKKの本社所在地である熊本市中央区山崎町に由来する。2007年8月16日には放送600回、2010年1月27日には放送700回、2014年4月には放送20周年を迎えた。最近は(2018年5月30日や2019年5月29日など)鶴屋百貨店で行われる「駅弁大会」や「大道産子市」などの催事と連動した特集を組んでいる。
番組タイトルロゴやテーマ音楽は2015年のリニューアルまで不変であったが、番組開始時から使用してきたオープニングCGはハイビジョン放送開始に伴い2006年12月に一新された。
2018年現在、熊本のローカル番組の中で唯一ゴールデンタイムに放送されている。過去の最高視聴率は23.4%。春や秋の番組改編期や年末年始など、この時間帯にTBS系列全国ネットの特別番組やナイター中継が組まれる場合を除き、毎週放送されている。2017年3月までは毎週月曜 9:55 - 10:50に再放送があった。また、毎年年末年始には「アンコールスペシャル」と題し、前年に放送された中から視聴者の反響の大きかったテーマや、視聴者からの再放送のリクエストが多かった内容をまとめて放送している。スカパー!e2のインターローカルTV（現在は廃局）で放送されていたため、RKKのエリア外でも視聴できた時期がある。
2009年1月1日 16:00 - 17:44には、本番組初の新春スペシャル『極上のグルメ!温泉!レジャー!くまもと絵巻』が放送された。また、2010年1月2日 10:00 - 11:50にも『極上温泉宿と絶品素材グルメ〜初春絵巻〜』と題した新春スペシャルが放送された。2009年4月の改編で放送日時が変更され、毎週水曜日20時からの放送になった。それまで司会を務めていた江上浩子は同年3月19日放送分をもって番組を卒業し、野溝美子が後任に就いた。
TBS系列における2010年度の番組改編に伴い、2010年4月に再び放送日時が変更され、毎週水曜日の19時からの放送となった。2012年9月12日、野溝が産休を取って番組を休むことを報告し、同日放送分をもって6代目女性司会者の柿木綾乃と交代した。2012年10月以降は20時台もローカル枠となったため、改編期に1時間拡大した2時間スペシャルが放送されるようになった。
2014年4月に放送20周年を迎えた。同年4月2日に『20周年2時間スペシャル〜もういちど逢いたい!あの人&我が町レストラン探訪〜』が放送された。2015年3月25日放送をもって、1994年4月の放送開始以来、司会を務めてきた大田黒浩一とナレーションを務めてきた片岡昭、2012年9月19日放送から司会を務めてきた柿木綾乃が同日放送分で番組を卒業。2015年4月15日放送分から番組を全面リニューアル、司会にはRKKアナウンサーの木村和也とタレントの倉田もえを、ナレーションに元RKKラジオミミーキャスターで、RKKラジオの番組パーソナリティーでもお馴染みの須藤あきを起用した。
2018年3月28日の放送をもって倉田もえが卒業、替わって4月23日の放送より宮崎美子がMCに就任することになった。宮崎が東京を拠点に活動している都合上、長年続けてきたスタジオからの生放送形式では出演が困難である為、全編収録放送となった。(スポンサーの1つである鶴屋百貨店が、北海道展などを行う際は生放送を行う。この場合は木村和也アナウンサーがMCとなる。)また、基本的にMCは隔週交代になった。(宮崎が毎回レギュラー出演している『くりぃむクイズ ミラクル9』(テレビ朝日系列、水曜20:00 - 20:54放送)が19:00より2時間SPあるいは3時間SPを放送する場合は、当番組の裏番組となり、宮崎が当番組に出演できないため。)

## ネット局と放送時間
（以下、JST）

### 熊本放送
- 火曜 20:00 - 20:54 （1994.4 - 1999.3）
- 木曜 19:00 - 19:53 （1999.4 - 2009.3.19）←一時期18:55スタートの時期があった。
- 水曜 20:00 - 20:54 （2009.4.15 - 2010.3.24）
- 水曜 19:00 - 19:53 （2010.4.14 - 2014.4.9）
- 水曜 19:00 - 19:50 （2014.4.23 - 2018.3.28）
- 水曜 19:00 - 19:54 （2018.4.25 - ）(2018年4月18日は2時間スペシャル)

### インターローカルTV （スカパー!e2）
- ［本放送］木曜 22:00 - 23:00
- ［再放送］土曜 19:00 - 20:00、日曜 15:00 - 16:00

## 出演者

### 司会
- 田名網駿一（熊本放送アナウンサー）- 3代目男性司会者、2022年4月から担当。
- 宮崎美子（女優・タレント）- 8代目女性司会者、2018年4月から担当。熊本大学在籍時には同局のレポーターを務めていた。

#### 過去の男性司会者
- 初代 大田黒浩一（タレント）
- 2代目 木村和也（RKKアナウンサー）- 大田黒時代にはリポーターとしても出演していた。愛称、キムカズ（オープニングの挨拶でも（司会の）「キムカズこと木村和也」と名乗っている）。2022年3月23日の放送を以て当番組を卒業。

#### 過去の女性司会者
- 初代 福島絵美（担当時RKKアナウンサー、現在は定年退職によりフリー）
- 2代目 長船なお美（タレント）
- 3代目 江上浩子（担当時RKKアナウンサー、現在は同局ラジオ制作部長）
- 4代目 本田恭子（担当時RKKアナウンサー） - 江上が出産休暇を取っている間の代理を務めた。
- 5代目 野溝美子（RKKアナウンサー） - 2012年9月から産休。
- 6代目 柿木綾乃（担当時RKKアナウンサー、現在はテレビ西日本（TNC）報道記者）
- 7代目 倉田もえ（タレント・ファッションモデル）- 2015年4月15日から2018年3月28日放送分まで担当

### リポーター

#### KあんどK
- かめきち - ほぼ毎週出演。
- 山内要 - ほぼ毎週出演。

#### その他
- 丸井純子 - ほぼ毎週出演。
- まさやん
- 常盤よしこ（元ミミーキャスター）
- 加納麻衣（元ミミーキャスター）
- 松崎ひろゆき
- 糸永有希（熊本放送アナウンサー）
- 岩本実希（元ミミーキャスター）

### 大田黒時代に出演したリポーター
- えみりィー
- 清原憲一（RKKアナウンサー → 報道制作局専任局次長）
- 奥田圭
- 松崎ひろゆき
- 田中洋平
- 大石まり
- 宮川真美
- くぎあやこ
- ほか

#### 木村時代の過去のリポーター
- 篠原けんじ（お笑い芸人）
- 上田敦史（熊本放送アナウンサー〈当時〉）

ほか

### ナレーション
- 初代 片岡昭（RKKアナウンサー → 嘱託ニュースキャスター）- 番組開始から2015年3月25日まで、大田黒時代のすべての時期を担当。
- 2代目 須藤あき（元ミミーキャスター） - 2015年4月15日から2021年9月29日まで担当。タレント活動終了に伴い降板。
- 3代目 又野千紘（元RKKアナウンサー、元ミミーキャスター） - 2021年10月6日から担当。

## スタッフ
- ナレーション：又野千紘
- CG制作：think garbage
- スタイリスト：田上裕理
- タイムキーパー：山中聖子
- フロアディレクター：中村壮太郎
- プロデューサー：鵜川健
- 製作・著作：熊本放送（表記は「RKK」）

## 関連番組
- くりぃむクイズ ミラクル9 - 当番組司会の宮崎美子がレギュラー出演するテレビ朝日の番組（※熊本では熊本朝日放送にて放送）。当該番組が特番等で放送形態変更時は当番組の裏番組となり宮崎が当番組に出演できない。
- 東大王 - キー局であるTBSテレビが同時間帯に放送する番組（※熊本では時差ネットにて放送）。